# Полищук, Михаил Кириллович
Михаил Кириллович Полищук (1916 — 2000) — советский военный деятель, специалист и организатор управления полётами космических аппаратов, кандидат технических наук (1963), полковник-инженер (1957). Лауреат Сталинской премии (1951).

## Биография
Родился 20 сентября 1916 года в селе Скраглевка Киевской области.
С 1937 года призван в ряды в ряды РККА и направлен для обучения в Артиллерийскую академию РККА имени Ф. Э. Дзержинского. С 1941 года после окончания академии был участником Великой Отечественной войны в составе 34-го гвардейского стрелкового корпуса 3-й гвардейской армии в должности помощника начальника артиллерийского снабжения, с 1944 года — начальник артиллерийского снабжения 159-й армейской пушечной артиллерийской бригады, с 1945 года — старший помощник начальника 1-го отделения артиллерийского снабжения 6-й армии, воевал на Юго-Западном и 3-м Украинском фронтах.
С 1946 по 1949 год обучался на Высших инженерных курсах при Московском высшем техническом училище имени Н. Э. Баумана. С 1949 по 1951 год — младший преподаватель на кафедре вооружения боевых машин Военной академии бронетанковых и механизированных войск Красной Армии имени И. В. Сталина.
С 1951 по 1958 год на научно-исследовательской работе в НИИ-4 МО СССР в должностях: старший инженер отдела системы вооружения, научный сотрудник и старший научный сотрудник. В 1957 году во время подготовки к запуску и во время полёта первого искусственного спутника Земли, космического аппарата, запущенного на орбиту «Спутник-1», М. К. Полищук являлся — руководителем Координационно-вычислительного центра НИИ-4, первого в Советском Союзе центра управления полётами космическими аппаратами.
С 1958 по 1966 год на педагогической работе в Военной артиллерийской инженерной академии имени Ф. Э. Дзержинского в должности старшего преподавателя различных кафедр. В 1963 году М. К. Полищуку приказом ВАК было присвоено учёное звание кандидат технических наук.
В 1951 году Постановление ЦК КПСС и СМ СССР «за работу в области машиностроения» М. К. Полищук был удостоен Сталинской премии за выдающиеся изобретения и коренные усовершенствования методов производственной работы III степени.
Скончался 22 октября 2000 года в Москве, похоронен на Пятницком кладбище.

## Награды
- Орден Отечественной войны II степени (06.11.1985[6])
- четыре Ордена Красной Звезды (1944, 1945, 1953, 1957)[2]
- Медаль «За боевые заслуги» (06.11.1947)
- Медаль «За победу над Германией в Великой Отечественной войне 1941—1945 гг.»[7]

### Звания
- Сталинская премия за выдающиеся изобретения и коренные усовершенствования методов производственной работы (1951)[5][2]